# Хамітово
Хамі́тово (рос. Хамитово, башк. Хәмит) — село у складі Абзеліловського району Башкортостану, Росія. Адміністративний центр Хамітовської сільської ради.
Населення — 676 осіб (2010; 699 в 2002).
Національний склад:
- башкири — 100%